# Viereckenindex
Der Viereckenindex (chinesisch 四角號碼 / 四角号码, Pinyin sìjiǎo hàomǎ) ist eine Methode, chinesische Schriftzeichen in Nachschlagewerken zu finden, und dient außerdem als eines der Eingabesysteme für die chinesische Schrift. Es werden dabei die vier Ecken des imaginären Quadrats, in dem jedes Schriftzeichen zu stehen hat, mit Nummern bezeichnet. Erfunden wurde diese Methode in den 1920er Jahren von Wang Yunwu, dem Chefherausgeber der Commercial Press Ltd., China; ursprünglich als Hilfsmittel für das chinesische Telegraphiewesen. Im europäischen Ursprungsmodell war der Morsecode ausreichend, um alle wichtigen Elemente des lateinischen Alphabets zu codieren. Die chinesische Schrift hingegen bedurfte eines anderen Ansatzes, um die große Anzahl der Zeichen in Signale umzuwandeln. Vor der Entwicklung des Vier-Ecken-Systems wurden chinesische Telegramme mit einem vierstelligen Zahlencode chiffriert, der mit Handbüchern chiffriert und dechiffriert werden musste. Die Vier-Ecken-Methode war der erste Versuch, einen systematisierten Code zu entwickeln.
Dieser Methode nach wird ein Schriftzeichen in vier Sektoren unterteilt, deren Reihenfolge stets wie folgt angeordnet sind:
- oben links
- oben rechts
- unten links
- unten rechts

Jedem Sektor wird dann eine Ziffer von 0 bis 9 zugeordnet, die die jeweils dominierende Strichfolge repräsentiert:
- 1 横 héng („horizontal“) = 一 Horizontalstrich
- 2 垂 chuí („vertikal“) = 丨 Vertikal- oder 丿 Diagonalstrich
- 3 点 diǎn („Punkt“) = 丶 Punkt
- 4 叉 chā („Kreuzung“) = 十 Kreuz aus einem Strich
- 5 插 chā („Pflock, Stöpsel“) = 廾 zwei oder mehr gekreuzte Striche
- 6 方框 fāngkuàng („Quadrat“) = 口 Rechteck
- 7 角 jiǎo („Ecke“) = 厂 Winkel
- 8 八 bā („acht“) = 八 zwei getrennte Striche
- 9 小 xiǎo („klein“) = 小 drei getrennte Striche
- 0 头 tóu („Kopf“) = 亠 Strich mit einem Punkt od. Wiederholung des Strichcodes im benachbarten Sektor

Beispiele in der Grafik:

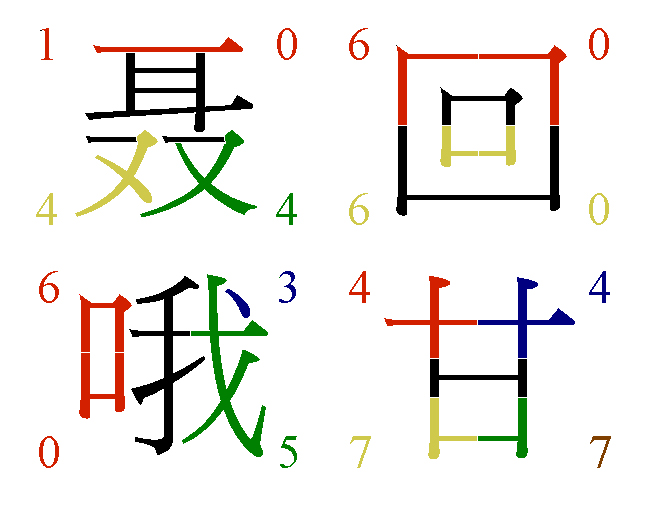
Codierungsprinzip von chinesischen Schriftzeichen nach dem Viereckensystem

- 聂 niè (ein chinesischer Nachname): 1044
- 回 huí („zurückkehren“): 6060
- 哦 ò („oh“): 6305
- 甘 gān („süß“): 4477

Als Gedächtnisstütze zum Erlernen der 10 Kategorien gibt es ein Merkgedicht:
In Langzeichen:

 橫一垂二三點捺，
 叉四插五方框六；
 七角八八九是小，
 點下有橫變零頭。
In Kurzzeichen:

 横一垂二三点捺
 叉四插五方框六
 七角八八九是小
 点下有横变零头
Grobe Übersetzung für Deutschsprachige:
Mit einem quer, mit zweien längs, mit dreien einen Fleck,

Vier Wege eine Kreuzung, fünf Pfade doppeln sich,

Sechs Seiten hat ne Kiste, sieben Punkte braucht ein Eck,

Durch acht entzwei, mit neun entdrei, bei gar nichts Punkt und Strich.